# Robin Boyd
Robin Gerard Penleigh Boyd (3. ledna 1919 – 16. října 1971 Melbourne) byl australský architekt, spisovatel a pedagog. Spolu s Harrym Seidlerem byl jedním z nejvýznamnějších zastánců Mezinárodního moderního hnutí v australské architektuře. Boyd je autorem vlivné knihy The Australian Ugliness (1960), kritiky australské architektury, zejména stavu australského předměstí a jeho neexistence jednotného architektonického cíle.
Robin Boyd byl potomkem Boydovy umělecké dynastie v Austrálii a do jeho širší rodiny se zapojili malíři, sochaři, architekti, spisovatelé a další umělci.

## Hlavní dokončené projekty
| Arthur Boyd Studio                             |  | 1938 | VIC |
| Edith Boyd House                               |  | 1939 | VIC |
| Boyd House I                                   |  | 1947 | VIC |
| J. H. White House                              |  | 1948 | VIC |
| Alan Brown House I                             |  | 1949 | VIC |
| Dustan House                                   |  | 1949 | VIC |
| Manning Clark House                            |  | 1952 | ACT |
| Gillison House                                 |  | 1952 | VIC |
| Fenner House                                   |  | 1953 | ACT |
| Hilary Roche House                             |  | 1954 | ACT |
| Richardson House                               |  | 1954 | VIC |
| Date House                                     |  | 1956 | VIC |
| Haughton James House                           |  | 1957 | VIC |
| Winter-Irving House                            |  | 1957 | VIC |
| Walsh Street House                             |  | 1959 | VIC |
| Clemson House                                  |  | 1960 | VIC |
| Handfield House                                |  | 1960 | VIC |
| Black Dolphin Motel                            |  | 1961 | NSW |
| Holy Trinity Lutheran National Memorial Church |  | 1961 | ACT |
| St George's Anglican Church                    |  | 1962 | VIC |
| Domain Park Flats                              |  | 1962 | VIC |
| Verge House                                    |  | 1964 | ACT |
| Baker House                                    |  | 1966 | VIC |
| Lawrence House and Flats                       |  | 1966 | VIC |
| Lyons House                                    |  | 1967 | NSW |
| John Batman Motor Inn                          |  | 1968 | VIC |
| Baker Dower House                              |  | 1968 | VIC |
|                                                |  | 1969 | ACT |
| McClune House                                  |  | 1969 | VIC |
| Featherston House                              |  | 1969 | VIC |
| Winston Churchill Memorial Trust Headquarters  |  | 1972 | ACT |